# 잉골슈타트 대학교
잉골슈타트 대학교( - 大學校, 독일어: Universität Ingolstadt, 영어: University of Ingolstadt)는 1472년 바바리아(바이에른 주)의 공작(Duke of Bavaria)이었던 부호 루이스(Louis the Rich)에 의해서 설립되었고, 아크슈타트 감독이 첫 번째 총장이었다. 5개의 학부가 있었는데 , 인문학, 과학, 신학, 법학, 그리고 의학부가 있었다. 비엔나 대학교를 본따서 만들어졌다. 기독교 신앙의 증진을 위한 목표를 가지고 있다. 1800년 5월에선제후막시밀리안 IV(막시밀리안 1세)에 의해서 폐교되었다. 종교개혁가 마르틴 루터와 신학적 논쟁을 하였던 요한 에크가 이 대학교 출신이었다. 종교개혁 당시에 로마 가톨릭교회를 대변하는 대학으로서 유명하였다. 실재론과 유명론을 지지하는 철학자들이 많았다. 처음에는 예수회의 장악으로 유지되다가 후에 세속화 대학으로 변질되었다. 이 대학교에서 법대교수인 아담 웨이스하웁쯔(Adam Weishaupt)가 시작한 일루미나이트(바이에른 광명회) 운동이 1776년 5월 1일에 시작되었지만,계몽주의의 반격과 재정적인 어려움으로 폐교를 하게 되었다.

## 같이 보기
- WFI – Ingolstadt School of Management
- Ludwig-Maximilians-Universität München
- Frankenstein – A New Musical
- List of medieval universities